# 田墘街道
田墘街道，是中华人民共和国广东省汕尾市城区下辖的一个乡镇级行政单位。

## 行政区划
田墘街道下辖以下地区：
第二社区、第三社区、第四社区、一村社区、二村社区、南联村、石新村、塔岭村、北山村、红湖村、外湖村和内湖村。